# Éimhear Mac Mathúna
Éimhear Mac Mathúna [ˈeːvəɾ məkˈmahuːnə] (ältere irische Orthographie Éimhear Mac Mathghamhna, anglisiert Heber MacMahon, latinisiert Emerus Matthaeus; * 1600 in Inniskeen (Inis Caoin), heutiges County Monaghan; † 17. September 1650 in Enniskillen, County Fermanagh) war römisch-katholischer Bischof von Clogher und ein Heerführer der konföderierten irischen Katholiken in Ulster.

## Herkunft
Mac Mathúna war der Sohn von Toirdhealbhach (Turlough oder Tirlough MacMahon) und Aoife Ní Néill (Eva O’Neill). Er war ein Neffe von Pádraig Mac Airt Mac Mathúna (Sir Patrick MacArt MacMahon). Der Clan der Mac Mathúna stellte vom 13. bis 16. Jahrhundert die Könige von Airgialla (Oriel). Das letzte Oberhaupt der MacMahons und Teilnehmer des Einnahmeversuchs von Dublin am 23. Oktober 1641 zu Beginn der Rebellion von 1641, Aodh Óg Mac Mathúna (Hugh Oge MacMahon), war sein Großonkel. Mac Mathúnas Vater verarmte durch Landkonfiszierungen nach der Flucht der Grafen und wurde aus dem heutigen County Monaghan nach Killybegs (Na Cealla Beaga) im County Donegal vertrieben.

## Ausbildung

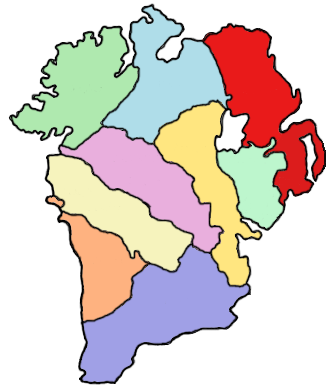
Lage der Bistümer Down und Connor (rot) und Clogher (rosa) in der Kirchenprovinz Armagh

Mac Mathúna begann seine Ausbildung im Franziskanerkonvent in Donegal. Als Siebzehnjähriger ging Mac Mathúna 1617 an das Irische Kolleg der Universität von Douai in den Spanischen Niederlanden. Später setzte er seine Studien bei Aodh Mac Cathmhaoil am Collegium Pastorale Hibernicum in Löwen fort. 1625 wurde er zum Priester geweiht und war als Seelsorger im heimatlichen Bistum Clogher tätig. Am 17. November 1627 wurde er durch päpstliches Breve zum apostolischen Vikar des Bistums ernannt.

## Bischof
15 Jahre später, am 10. März 1643, wurde er auf Empfehlung des Erzbischofs von Armagh Aodh Ó Raghailligh (Hugh O’Reilly) als Bischof von Down und Connor eingesetzt. Als Bischof von Down und Connor nahm er an der Provinzialsynode von Kells im März 1642, der Generalkongregation des Klerus in Kilkenny im Mai teil und hatte in der Folge eine führende Rolle im Obersten Rat der Irisch-Katholischen Konföderation in Kilkenny.
Bereits im Juni 1643, noch vor der Bischofsweihe, wurde er auf Wunsch der Konföderation versetzt und Bischof des bedeutenderen, weil stärker katholisch besiedelten Bistums Clogher (Clochar). Er arbeitete während der 1640er Jahre eng mit Eoghan Rua Ó Néill, den er bereits in Löwen kennengelernt hatte, zusammen and stellte eine Verbindung zum päpstlichen Nuntius Giovanni Battista Rinuccini nach dessen Ankunft in Irland 1645 her. 1647 versuchten die Gegner Rinuccinis unter den Konföderierten Mac Mathúna auszuschalten, indem sie ihn eine Reise nach Frankreich zu schicken, jedoch verweigerte er dies, in dem er unter anderem auf seine fehlenden Französisch- und Englischkenntnisse verwies. 1648 verurteilte er den Waffenstillstand mit Inchiquin als feindlich der Sache der Katholiken. Da seine Bemühungen fruchtlos blieben, zog er sich mit Eoghan Rua Ó Néill nach Ulster zurück, woraufhin sie als Verräter Irlands vom Obersten Rat der Konföderation bezeichnet wurden. 1649 wurde er von Feidhlim Rua Ó Néill gefangen genommen und in Charlemont (Achadh an Dá Chora, Co. Armagh) inhaftiert, aber er entkam zwei Monate darauf. Im Oktober 1649 einigten sich Ormonde und Eoghan Rua Ó Néill, um der Invasion Cromwells besser Widerstand leisten zu können.

## Heerführer und Tod

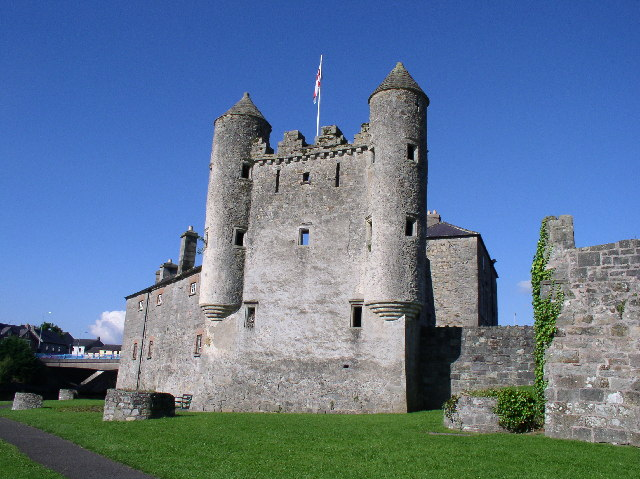
Enniskillen Castle. Hier wurde Mac Mathúna gefangen gehalten und hingerichtet

Nach dem Tode Ó Néills kurz darauf im November 1649 versicherte er Ormonde des fortbestehenden Bündnisses. Im Dezember organisierte er ein Treffen des Klerus in Clonmacnoise. Im März 1650 wurde dem militärisch unerfahrenen Bischof Mac Mathúna die Führung der Ulster-Armee mit 5.000 Infanteristen und 600 Reitern durch Ormonde anvertraut. 1650 nahm Mac Mathúna Dungiven (Dún Geimhin) ein und hatte einige weitere kleine Erfolge, die ihn ermutigten, schließlich den Kampf gegen Cromwells Truppen unter Charles Coote in der Schlacht von Scarrifholis (An Scairbh Sholais) nahe Letterkenny aufzunehmen, obwohl seine Offiziere dagegen waren. Coote besiegte ihn am 21. Juni 1650.
Obwohl er zunächst reitend entkommen konnte, wurde er zwei Tage später bei Enniskillen gefangen genommen und am 17. September 1650 auf Befehl Cootes erhängt. Er wurde zudem enthauptet und sein Kopf aufgespießt auf Enniskillen Castle ausgestellt. Sein Körper wurde von Katholiken auf Devenish Island (Daimhinis) im Lower Lough Erne bestattet.
Nach seinem Tode wurde 1651 Philip Crolly apostolischer Vikar in der Diözese Clogher, der nächste Bischof wurde Pádraig Ó Dubhthaigh (Patrick Duffy) 1671.